# Jan Zygmunt Berek
Jan Zygmunt Emil Berek (ur. 19 sierpnia 1896 w Nowym Sączu, zm. 18 czerwca 1986 w Londynie) – pułkownik dyplomowany piechoty Wojska Polskiego II RP i Polskich Sił Zbrojnych, w 1983 roku mianowany przez Prezydenta RP na Uchodźstwie generałem brygady.

## Życiorys
W 1915 ukończył gimnazjum w Nowym Sączu. Był członkiem Polskich Drużyn Strzeleckich, w latach 1915–1918 oficerem rezerwy piechoty cesarskiej i królewskiej armii. W maju 1918 podjął studia medyczne na Uniwersytecie Jagiellońskim w Krakowie oraz rozpoczął służbę w Polskiej Organizacji Wojskowej.
W listopadzie 1918 dowodził kompanią w 5 pułku piechoty Legionów. Walczył w odsieczy Lwowa. Od lutego 1919 do kwietnia 1921 był dowódcą kompanii w 9 pułku piechoty Legionów w wojnie polsko-bolszewickiej, następnie od kwietnia 1921 do września 1926 dowódcą kompanii i batalionu w 9 pp Leg. w Lublinie. 1 czerwca 1919 został awansowany na majora. We wrześniu 1926 roku został przeniesiony do 83 pułku piechoty w Kobryniu na stanowisko dowódcy batalionu. 16 grudnia tego roku powrócił do 9 pp Leg. na stanowisko kwatermistrza. 23 grudnia 1929 roku został przydzielony do Wyższej Szkoły Wojennej w Warszawie, w charakterze słuchacza Kursu 1929/1931. Z dniem 1 września 1931 roku, po ukończeniu kursu i otrzymaniu dyplomu naukowego oficera dyplomowanego, został przeniesiony do dowództwa 4 Dywizji Piechoty w Toruniu na stanowisko szefa sztabu. W listopadzie 1934 roku objął dowództwo 1 batalionu strzelców w Chojnicach. 27 czerwca 1935 roku awansował na podpułkownika ze starszeństwem z dniem 1 stycznia 1935 roku i 11. lokatą w korpusie oficerów piechoty. Od października 1936 do lipca 1939 służył w Sztabie Głównym w Warszawie, następnie dowodził 3 pułkiem piechoty Legionów, aż do kapitulacji Twierdzy Modlin. Po kapitulacji Modlina przebywał w niewoli niemieckiej w oflagu II C Woldenberg. Po uwolnieniu pozostawał w 2 Korpusie Polskim we Włoszech, z którym został przebazowany do Wielkiej Brytanii.
Po demobilizacji osiadł w Londynie. Udzielał się w życiu społecznym i politycznym uchodźców polskich, m.in. w 1958 zainicjował działalność i stanął na czele Związku Filatelistów Polskich w Wielkiej Brytanii. 26 maja 1978 został w miejsce Władysława Zaleskiego prezesem Najwyższej Izby Kontroli na uchodźstwie; ze stanowiska tego został odwołany 13 maja 1980 (zastąpił go płk Franciszek Szystowski). 27 maja 1978 został mianowany członkiem Wojskowej Komisji Orzekającej. 15 maja 1980 roku Prezydent RP na Uchodźstwie, Edward Raczyński mianował go Ministrem Spraw Wojskowych w gabinecie Kazimierza Sabbata. W 1983 roku Prezydent RP na Uchodźstwie mianował go generałem brygady. 17 grudnia 1983 roku Prezydent RP na Uchodźstwie zwolnił go z urzędu Ministra Spraw Wojskowych i powierzył mu pełnienie obowiązków do czasu powołania nowego rządu, co nastąpiło w dniu 17 stycznia 1984 roku. Do śmierci był Kanclerzem Kapituły Orderu Odrodzenia Polski na uchodźstwie.

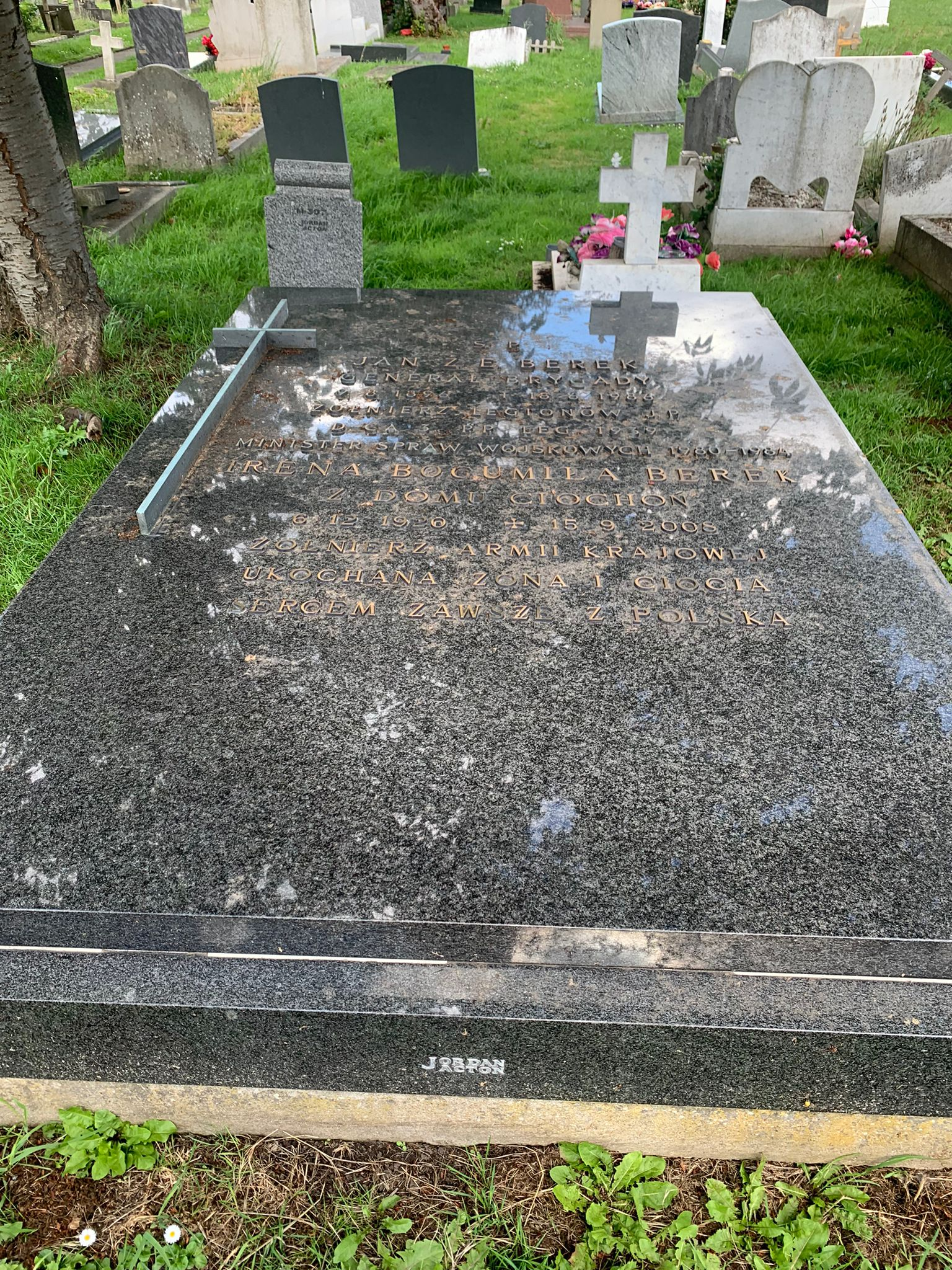
Grób Jana Berka

Zmarł 18 czerwca 1986 roku w Londynie. Został pochowany na cmentarzu Gunnersbury.

## Ordery i odznaczenia
- Krzyż Złoty Orderu Wojennego Virtuti Militari nr 153
- Krzyż Srebrny Orderu Wojskowego Virtuti Militari nr 149 (1921)[16][17]
- Krzyż Komandorski Orderu Odrodzenia Polski (11 listopada 1974)[18]
- Krzyż Kawalerski Orderu Odrodzenia Polski
- Krzyż Walecznych (czterokrotnie)
- Złoty Krzyż Zasługi z Mieczami
- Złoty Krzyż Zasługi (10 listopada 1928)[19]
- Odznaka za Rany i Kontuzje[20]
- Odznaka Sztabu Generalnego[20]
- Państwowa Odznaka Sportowa[20]
- Odznaka 9 Pułku Piechoty Legionów[20]
- Medal 10 Rocznicy Wojny Niepodległościowej (Łotwa, zezwolenie 1929)[21]